# Яркко Ала-Гуйкку
Тапані Яркко Ала-Гуйкку (фін. Tapani Jarkko Ala-Huikku; нар. 31 січня 1980, Сейняйокі, провінція Південна Пог'янмаа) — фінський борець греко-римського стилю, переможець та бронзовий призер чемпіонатів Європи, учасник двох Олімпійських ігор.

## Біографія
Боротьбою почав займатися з 1986 року. Був бронзовим призером чемпіонату світу серед юніорів 2000 року.
Навесні 2008 року на домашніх змананнях у Тампере став чемпіоном Європи. Роком раніше він здобув бронзу на чемпіонаті Європи в Софії. На Олімпійських іграх в Пекіні 2008 року Ярко зазнав поразки вже у стартовому раунді і вибув зі змагань. На Лондонську Олімпіаду він потрапив з місця запасного борця, коли Матті Кеттунен, який забезпечив собі місце на ці ігри, отримав травму на тренуванні в Лондоні.
Яркко Ала-Гуйкку, який навчався на інструктора з фізичної культури, також закінчив спеціалізацію зі спортивної журналістики в Інституті спорту Вієрумякі.
Виступав за клуб «Kisailijat» з Ілмайокі, провінція Південна Пог'янмаа. Тренери: Сеппо Юлі-Ганнуксела — з 1986, Юха Лаппалайнен — з 2006.

## Спортивні результати на міжнародних змаганнях

### Виступи на Олімпіадах
| Змагання                    | Збірна    | Вагова категорія                 | Місце |
| --------------------------- | --------- | -------------------------------- | ----- |
| Літні Олімпійські ігри 2008 | Фінляндія | греко-римська боротьба, до 60 кг | 17    |
| Літні Олімпійські ігри 2012 | Фінляндія | греко-римська боротьба, до 60 кг | 16    |

### Виступи на Чемпіонатах світу
| Змагання                        | Збірна    | Вагова категорія                 | Місце |
| ------------------------------- | --------- | -------------------------------- | ----- |
| Чемпіонат світу з боротьби 2002 | Фінляндія | греко-римська боротьба, до 60 кг | 17    |
| Чемпіонат світу з боротьби 2003 | Фінляндія | греко-римська боротьба, до 60 кг | 14    |
| Чемпіонат світу з боротьби 2007 | Фінляндія | греко-римська боротьба, до 60 кг | 5     |
| Чемпіонат світу з боротьби 2009 | Фінляндія | греко-римська боротьба, до 60 кг | 25    |
| Чемпіонат світу з боротьби 2010 | Фінляндія | греко-римська боротьба, до 60 кг | 21    |
| Чемпіонат світу з боротьби 2011 | Фінляндія | греко-римська боротьба, до 60 кг | 18    |

### Виступи на Чемпіонатах Європи
| Змагання                         | Збірна    | Вагова категорія                 | Місце  |
| -------------------------------- | --------- | -------------------------------- | ------ |
| Чемпіонат Європи з боротьби 2000 | Фінляндія | греко-римська боротьба, до 58 кг | 21     |
| Чемпіонат Європи з боротьби 2007 | Фінляндія | греко-римська боротьба, до 60 кг | Бронза |
| Чемпіонат Європи з боротьби 2008 | Фінляндія | греко-римська боротьба, до 60 кг | Золото |
| Чемпіонат Європи з боротьби 2009 | Фінляндія | греко-римська боротьба, до 66 кг | 21     |

### Виступи на інших змаганнях
| Змагання                                                        | Збірна    | Вагова категорія                 | Місце  |
| --------------------------------------------------------------- | --------- | -------------------------------- | ------ |
| Північний чемпіонат з боротьби 2002                             | Фінляндія | греко-римська боротьба, до 60 кг | Срібло |
| Північний чемпіонат з боротьби 2009                             | Фінляндія | греко-римська боротьба, до 60 кг | Срібло |
| Північний чемпіонат з боротьби 2010                             | Фінляндія | греко-римська боротьба, до 66 кг | Бронза |
| Північний чемпіонат з боротьби 2011                             | Фінляндія | греко-римська боротьба, до 60 кг | Золото |
| Чемпіонат світу з боротьби серед студентів 2000                 | Фінляндія | греко-римська боротьба, до 58 кг | 4      |
| Чемпіонат світу з боротьби серед студентів 2002                 | Фінляндія | греко-римська боротьба, до 60 кг | Бронза |
| Олімпійський кваліфікаційний турнір з боротьби 2004 (Новий Сад) | Фінляндія | греко-римська боротьба, до 60 кг | 16     |
| Олімпійський кваліфікаційний турнір з боротьби 2004 (Ташкент)   | Фінляндія | греко-римська боротьба, до 60 кг | 7      |
| Гран-прі Німеччини з боротьби 2007                              | Фінляндія | греко-римська боротьба, до 66 кг | 9      |
| Гран-прі Німеччини з боротьби 2008                              | Фінляндія | греко-римська боротьба, до 66 кг | 7      |
| Турнір Германа Каре 2010                                        | Фінляндія | греко-римська боротьба, до 66 кг | 10     |
| Гран-прі Німеччини з боротьби 2010                              | Фінляндія | греко-римська боротьба, до 60 кг | 5      |
| Кубок Владислава Пітласинські 2011                              | Фінляндія | греко-римська боротьба, до 60 кг | 11     |
| Кубок Арво Хаавісто 2011                                        | Фінляндія | греко-римська боротьба, до 66 кг | Срібло |
| Тестовий турнір FILA 2011                                       | Фінляндія | греко-римська боротьба, до 66 кг | Бронза |
| Турнір Германа Каре 2012                                        | Фінляндія | греко-римська боротьба, до 66 кг | Срібло |
| Гран-прі Німеччини з боротьби 2012                              | Фінляндія | греко-римська боротьба, до 60 кг | Бронза |

### Виступи на змаганнях молодших вікових груп
| Змагання                                          | Збірна    | Вагова категорія                 | Місце  |
| ------------------------------------------------- | --------- | -------------------------------- | ------ |
| Чемпіонат Європи з боротьби серед юніорів 1996    | Фінляндія | греко-римська боротьба, до 46 кг | 14     |
| Чемпіонат світу з боротьби серед юніорів 1996     | Фінляндія | греко-римська боротьба, до 46 кг | 21     |
| Північний чемпіонат з боротьби серед юніорів 1997 | Фінляндія | греко-римська боротьба, до 54 кг | Бронза |
| Чемпіонат світу з боротьби серед юніорів 1997     | Фінляндія | греко-римська боротьба, до 49 кг | 7      |
| Чемпіонат світу з боротьби серед юніорів 1998     | Фінляндія | греко-римська боротьба, до 52 кг | 22     |
| Північний чемпіонат з боротьби серед юніорів 1999 | Фінляндія | греко-римська боротьба, до 58 кг | Золото |
| Чемпіонат Європи з боротьби серед юніорів 1999    | Фінляндія | греко-римська боротьба, до 58 кг | 13     |
| Чемпіонат світу з боротьби серед юніорів 1999     | Фінляндія | греко-римська боротьба, до 58 кг | 4      |
| Північний чемпіонат з боротьби серед юніорів 2000 | Фінляндія | греко-римська боротьба, до 63 кг | Золото |
| Чемпіонат світу з боротьби серед юніорів 2000     | Фінляндія | греко-римська боротьба, до 58 кг | Бронза |